# Helius verticillatus
Helius verticillatus är en tvåvingeart som beskrevs av Alexander 1967. Helius verticillatus ingår i släktet Helius och familjen småharkrankar. Inga underarter finns listade i Catalogue of Life.